# Chiasognathus grantii
Chiasognathus grantii, también llamado ciervo volante, cantabria o escarabajo de Darwin, es un coleóptero que habita en los bosques en el extremo sur de Sudamérica, en Argentina y Chile. El macho posee una de las mandíbulas más grandes en relación con su tamaño entre los insectos, y las utiliza únicamente durante la época de apareamiento.

## Apariencia y tamaño
Chiasognathus grantii es muy variable en su tamaño y en el desarrollo de sus mandíbulas, y exhibe un fuerte dimorfismo sexual. Los machos pueden alcanzar una longitud de 6 a 9 centímetros incluyendo las mandíbulas, mientras que las hembras son mucho más pequeñas, con una longitud corporal de 2,5 a 3,7 centímetros. Los ojos son pequeños y las antenas tienen un verticilo de pelos en el ápice. Los élitros son de color castaño, con reflejos iridiscentes ligeramente verdosos.

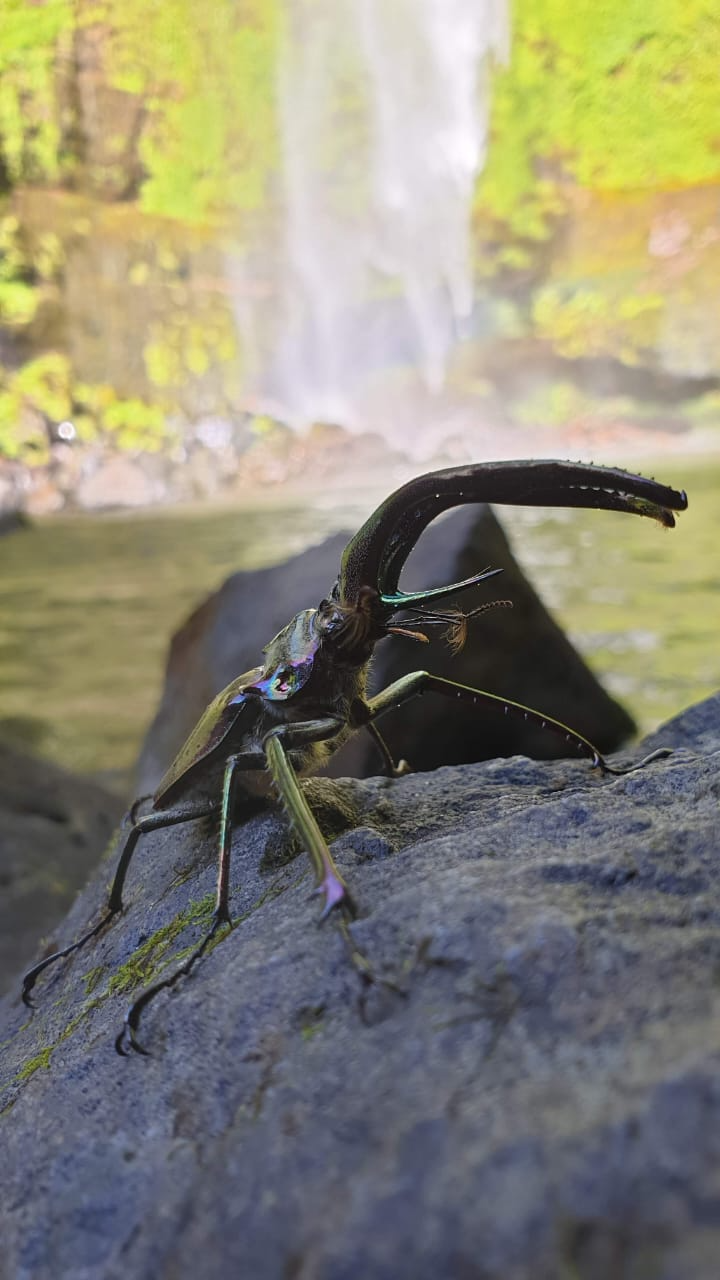
Ciervo volante macho en la Región de la Araucanía.

## Comportamiento y hábitos
Durante la época de reproducción, el macho busca a la hembra que se encuentra en lo alto de inmensos árboles, y debe trepar por el tronco hasta llegar a ella. Durante el recorrido suelen encontrarse machos que suben con el mismo propósito y luchan por el derecho a aparearse, es para esto que el escarabajo de Darwin ha desarrollado unas mandíbulas tan grandes, con ellas sostiene a su adversario y lo bota del árbol. Cuando llega hasta donde está la hembra esta no está dispuesta a aparearse de inmediato, y forcejea al macho para impedírselo. Nuevamente la solución está en sus mandíbulas, con las que sostiene a la hembra mientras copula con ella. 
Los adultos pueden ser vistos volando justo antes del anochecer y se sienten atraídos por las luces.
Darwin (1871) comentó en El origen del hombre que "El macho de Chiasognathus Grantii del sur de Chile un escarabajo espléndido... Ha desarrollado mandíbulas enormes, es audaz y agresivo; cuando se siente amenazado se pone en guardia, abriendo sus grandes mandíbulas, y al mismo tiempo estridulando ruidosamente; pero las mandíbulas no son lo suficientemente fuertes como para pellizcar mi dedo con el fin de causar dolor real".

## Ubicación
Habita en los bosques en el extremo sur de Sudamérica, en Argentina (Provincias de Neuquén, Chubut y Río Negro) y Chile (De Biobío a Aisén).
C. grantii se considera una especie rara y vulnerable, con una alta probabilidad de extinción, principalmente como consecuencia del cambio climático global, y a causa de ser un insecto muy buscado por los coleccionistas.

## Alimentación
Como en otros chiasognathus, la larva vive en el suelo y se alimenta de raíces de plantas.